# میوه مرکب

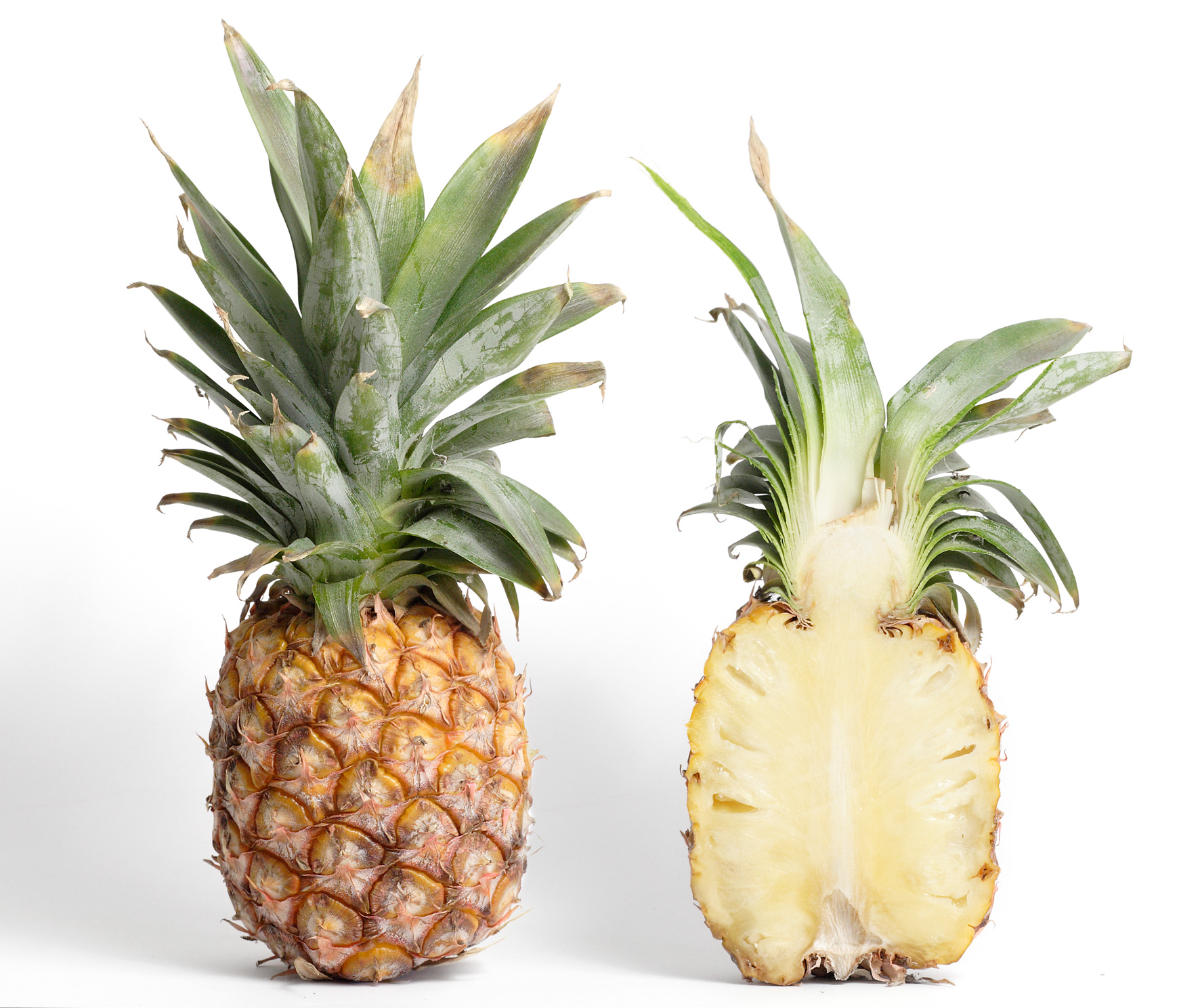
آناناس نوعی میوه مرکب است.

میوه مرکب میوه‌ای است که از بیش از یک گل (گل‌آذین) رشد می‌کند. هر گلی که در گل‌آذین وجود دارد یک میوه تولید می‌کند سپس این میوه‌ها به یکدیگر ملحق می‌شوند. بسیاری از میوه‌های مرکب هستند که بعدها خشک می‌شوند.
چند مثال از میوه‌های مرکب عبارتند از:انجیر ،آناناس، توت، توت آمریکایی، نان
در زبان‌هایی غیر از زبان انگلیسی، معنی میوه مرکب و مجتمع برعکس انگلیسی است، بنابراین میوه مرکب چندین مادگی را در یک گل مجزا ادغام می‌کند.

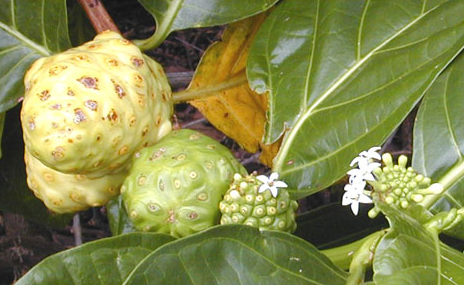
در بعضی از گیاهان، مثل این توت هندی گلها به صورت منظم در سراسر ساقه رشد می‌کنند و امکان دیدن همزمان گل دادن، میوه دادن و رسیدن میوه امکان‌پذیر است

در تصویر سمت چپ مراحل گل‌دادن، میوه‌دادن در توت هندی در یک شاخه مجزا دیده می‌شود. ابتدا گل‌آذین سفیدی تولید می‌شود.